# Yago Lamela
Santiago "Yago" Lamela Tobío, född 24 juli 1977 i Avilés i Asturien, död 8 maj 2014 i Avilés, var en spansk friidrottare som under 1990- och början av 2000-talet tävlade i längdhopp.
Lamelas genombrott kom när han blev fyra vid VM för juniorer 1996. Hans första medalj som senior är från inomhus-VM 1999 där han slutade tvåa efter Iván Pedroso. Han deltog även vid VM utomhus samma år där hans 8,40 räckte till silver efter Pedroso. Däremot blev Olympiska sommarspelen 2000 i Sydney en missräkning och han tog sig inte vidare till finalen.
Vid EM 2002 slutade Lamela på tredje plats efter ett hopp på 7,99. Han deltog vid inomhus-VM 2003 där han slutade tvåa bakom Dwight Phillips. Ytterligare en medalj blev det vid utomhus-VM samma år då han blev bronsmedaljör efter ett hopp på 8,22.
Lamelas sista mästerskap var Olympiska sommarspelen 2004 där han slutade elva i finalen.

## Personligt rekord
- 8,56 både inomhus och utomhus, båda rekorden är från 1999

Lamelas 8,56 inomhus var Europarekord tills Sebastian Bayer hoppade 8,71 8 mars 2009